# Antonín Porák
Antonín Porák, též Anton Porak (11. června 1815 Lišov – 6. května 1892 České Budějovice), byl český lékař a politik, starosta Trutnova, původně národnostně nevyhraněný, pak se přiklonil k českému státoprávnímu táboru, v 2. polovině 19. století poslanec Českého zemského sněmu a Říšské rady. Jeho syn byl českokrumlovský podnikatel Arnošt Porák.

## Biografie
Narodil se do rodiny Karla Poráka (1786–1849) a jeho manželky Marie (1791–1869), rozené Hanušové. Měl bratry Vojtěcha (1813–1883) a Josefa (1817–1867).
Po absolvování gymnázia v Č.Budějovicích a v Jindřichově Hradci se zapsal na pražskou lékařskou fakultu. Studium medicíny dokončil ve Vídni. Od roku 1840 působil jako vojenský lékař. Roku 1849 byl vyznamenán Zlatým záslužným křížem za boj proti tyfu, který se šířil mezi vojáky. Po odchodu z vojenské služby se usadil v Trutnově, kde (od roku 1854) působil jako městský lékař a veřejně se angažoval. Stal se zde členem obecního zastupitelstva a počátkem 60. let 19. století i starostou města. Ve funkci starosty inicioval založení městské spořitelny. Po požáru Trutnova roku 1861 se zasloužil o obnovu města. Národnostně byl zpočátku nevyhraněný (převládalo u něj zemské vlastenství, loajalita ke království Českému, bez ohledu na etnicitu) a snažil se o porozumění mezi oběma zemskými národnostmi. Podle jiného zdroje byl v letech 1861 – 1866 okresním starostou.
Po obnovení ústavního života počátkem 60. let 19. století se zapojil i do zemské a celostátní politiky. V zemských volbách v Čechách v roce 1861 byl zvolen v kurii městské do Českého zemského sněmu. Mandát získal v obvodu Trutnov – Broumov – Police. Ačkoliv šlo o etnicky převážně německý okrsek a Porák do sněmu nastoupil jako národnostně nevyhraněný nezávislý politik, následně se přiklonil k českému státoprávnímu táboru vedenému Národní stranou (staročechy). Později proto kandidoval a byl volen v jiných, etnicky českých volebních obvodech. Ve volbách do Českého zemského sněmu v lednu 1867 tak byl zvolen za městskou kurii v obvodu Dvůr Králové – Náchod – Hořice, stejně jako v brzy poté následujících volbách do Českého zemského sněmu v březnu 1867.
V srpnu 1868 patřil mezi 81 signatářů státoprávní deklarace českých poslanců, v níž česká politická reprezentace odmítla centralistické směřování státu a hájila české státní právo. Koncem 60. let praktikovali čeští poslanci politiku pasivní rezistence, kdy na protest bojkotovali jednání zemského sněmu. V září 1868 byl pro absenci zbaven poslaneckého mandátu v zemském sněmu. Již v září 1869 ovšem byl opětovně zvolen v doplňovacích volbách. Poslancem se stal, opět za obvod Dvůr Králové – Náchod – Hořice, i ve volbách do Českého zemského sněmu roku 1870.
V této době byl rovněž poslancem Říšské rady (celostátní zákonodárný sbor), kam ho vyslal zemský sněm roku 1867 (tehdy ještě Říšská rada nevolena přímo, ale tvořena delegáty jednotlivých zemských sněmů), kde ovšem mandát nepřevzal a na práci parlamentu se nepodílel. 19. června 1867 byl spolu s dalšími českými poslanci vyzván k udání důvodů pro nepřevzetí mandátu. 26. září 1868 pak byly mandáty těchto poslanců v zemském sněmu a tudíž i v Říšské radě prohlášeny za zaniklé. Znovu ho do vídeňského parlamentu sněm vyslal roku 1871. I nyní se do Říšské rady nedostavil, proto byl jeho mandát 23. února 1872 prohlášen za zaniklý.
Pokračoval ovšem v zemském sněmu, kde obhájil křeslo opět v obvodu Dvůr Králové – Náchod – Hořice ve volbách do Českého zemského sněmu roku 1872. Nadále ale v rámci pasivní české rezistence křeslo nepřebíral a byl opakovaně zbavován mandátu a opakovaně volen v doplňovacích volbách roku 1873, 1874, 1875, 1876.
Počátkem 80. let přesídlil do rodného Lišova, kde pokračoval v lékařské praxi. 16. srpna 1880 byl zvolen starostou Lišova. Tento úřad vykonával až do roku 1888. Roku 1883 byl opět zvolen poslancem ve volbách do Českého zemského sněmu roku 1883, nyní za městskou kurii v obvodu Třeboň – Lišov –Týn n. Vltavou, kde setrval do konce funkčního období, tedy do roku 1889.
V závěru života pobýval na odpočinku v Českých Budějovicích. Zemřel na plicní onemocnění v roce 1892. Je pochován na hřbitově v Mladém.

### Rodina
Antonín Porák měl se svou ženou, podnikatelkou Annou Porák-Faltisovou četné potomstvo, včetně pěti synů – Alfonse, Viktora, Huga, Antona a Arnošta Poráka (Ernst Porák von Varna). Ti převzali po smrti své matky v roce 1885 její těžařské podniky na Českokrumlovsku a založili Krumlovské grafitové závody – bratří Porákové. Společně také spravovali tzv. Vltavský mlýn, z něhož pod vedením posledního jmenovaného, Arnošta Poráka, vznikly Papírny Loučovice, jeden z nejvýznamnějších papírenských podniků v Rakousku-Uhersku a Československu.